# اریک ترینکاس
اریک ترینکاس (به انگلیسی: Erik Trinkaus) (متولد ۲۴ دسامبر ۱۹۴۸) دیرین‌مردم‌شناس و متخصص نئاندرتال و تکامل انسان است. 
حوزه تحقیقاتی ترینکاس گونه هوموساپینس و تنوع جدید انسان‌ها، با تمرکز بر روی دیرین‌مردم‌شناسی و تکامل انسان خردمند باستانی و در پی آن انسان‌های امروزی است. ترینکاس عضو آکادمی ملی علوم است، و برای انتشارات مختلف از جمله ساینتیفیک امریکن و نچرال هیستوری برای مخاطب عام نوشته‌است. 
ترینکاس استاد مری تایلستون همنوی انسان‌شناسی فیزیکی در دانشگاه واشینگتن در سن‌لوئیس است.

## تحصیل
ترینکاس کارشناسی خود را در تاریخ هنر و فیزیک از دانشگاه ویسکانسین-مدیسن دریافت کرد، و کارشناسی ارشد و پی‌اچ‌دی در انسان‌شناسی را در دانشگاه پنسیلوانیا در اواخر ۱۹۷۵ به پایان رساند.

## کارهای علمی
تحقیقات ترینکاس تاثیر زیادی روی بحث منشا انسان داشته‌است. ترینکاس از پشتیبانان نظریه چندناحیه‌ای تکامل است، که توسط محققان تکامل انسان کمتر پذیرفته شده‌است. طبق شواهد فسیلی در اروپا، ترینکاس از بنیانگذاران این نظریه است که نئاندرتال‌ها بر خزانه ژن اروپایی‌ها تاثیر عمده داشته‌اند. (زاد و ولد انسان ساپینس با نئاندرتال)

## External links
- Erik Trinkaus - 'Erik Trinkaus، PhD'، Washington University in St. Louis (faculty home page)
- BBC.co.uk - 'Neanderthals "mated with modern humans"'، BBC (April ۲۱، ۱۹۹۹)
- Eurekalert.org - 'Earliest European modern humans found' (September ۲۲، ۲۰۰۳)